# Ross Hill
Ross Girotti Hill (* 11. April 1973 in München; sein bürgerlicher Name ist nicht bekannt; † 30. Januar 1990 in Stockbridge, Massachusetts) war ein US-amerikanischer Schauspieler. Er war der Adoptivsohn von Lori Zwicklbauer und Mario Girotti (Terence Hill).

## Leben
Terence Hill adoptierte Ross während der Dreharbeiten zu Zwei wie Pech und Schwefel in München, als dieser 3 Tage alt war.
Bereits als Kind wirkte Ross Hill an der Seite seines Adoptivvaters in den Filmen Keiner haut wie Don Camillo (1983, als Magrino) und Renegade (1987, als Matt) mit.
Er besaß ausgeprägte sportliche Fähigkeiten wie sein Adoptivvater, spielte Fußball und ruderte. Neben seinen schulischen Pflichten widmete sich Ross auch der Schauspielerei. Er bereitete sich darauf vor, die Rolle von Billy the Kid in Lucky Luke, einer Realverfilmung des gleichnamigen Comics, zu spielen, die sein Vater in der Doppelrolle als Regisseur und Protagonist in Santa Fe zu drehen begonnen hatte. Neben Englisch sprach Ross sehr gut Italienisch und Deutsch. Er besuchte das Middlesex College in Concord, 30 Kilometer von Boston entfernt.
Nachdem er das Wochenende mit seiner Familie verbracht hatte, fuhr er am 30. Januar 1990 mit seinem Freund Kevin Lehmann aus Beaumont zum College zurück. Auf dem Weg fuhr sein Auto in Stockbridge, Massachusetts, auf eine Eisplatte, die sich auf der Straße gebildet hatte, und rutschte etwa zwanzig Meter gegen einen Baum. Ross Hill war sofort tot, während Lehmann in der Nacht im Krankenhaus starb. Beide waren 16 Jahre alt.

## Filmografie (Auswahl)
- 1984: Keiner haut wie Don Camillo (Don Camillo)
- 1987: Renegade